# Jokhang

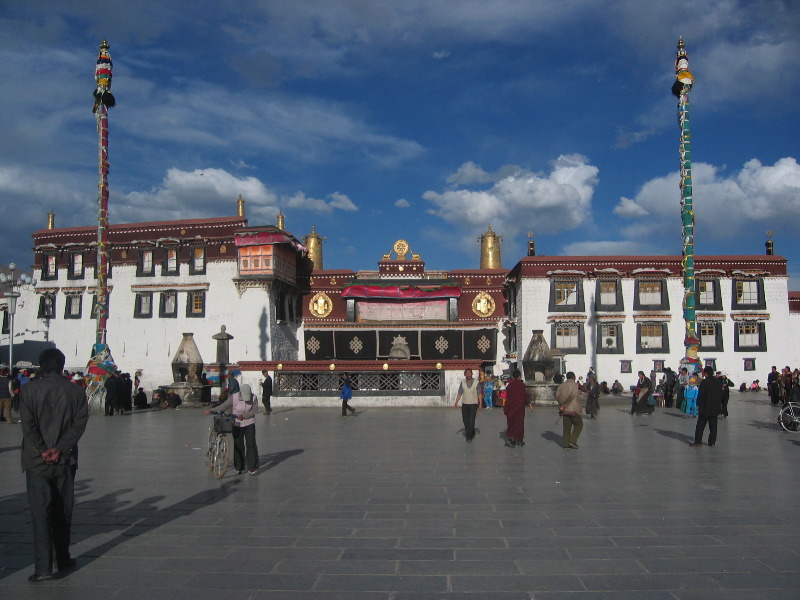
Tempio di Jokhang

Jokhang è il tempio buddista più importante di Lhasa. Il luogo è ricco di arte tipica del Tibet.

## Storia
Venne edificato nel VII secolo dal re Songtsen Gampo. Il nome dei tempi al tempio di dakang era "Rasa Thrulnag Tsuklakang"

Jokhang
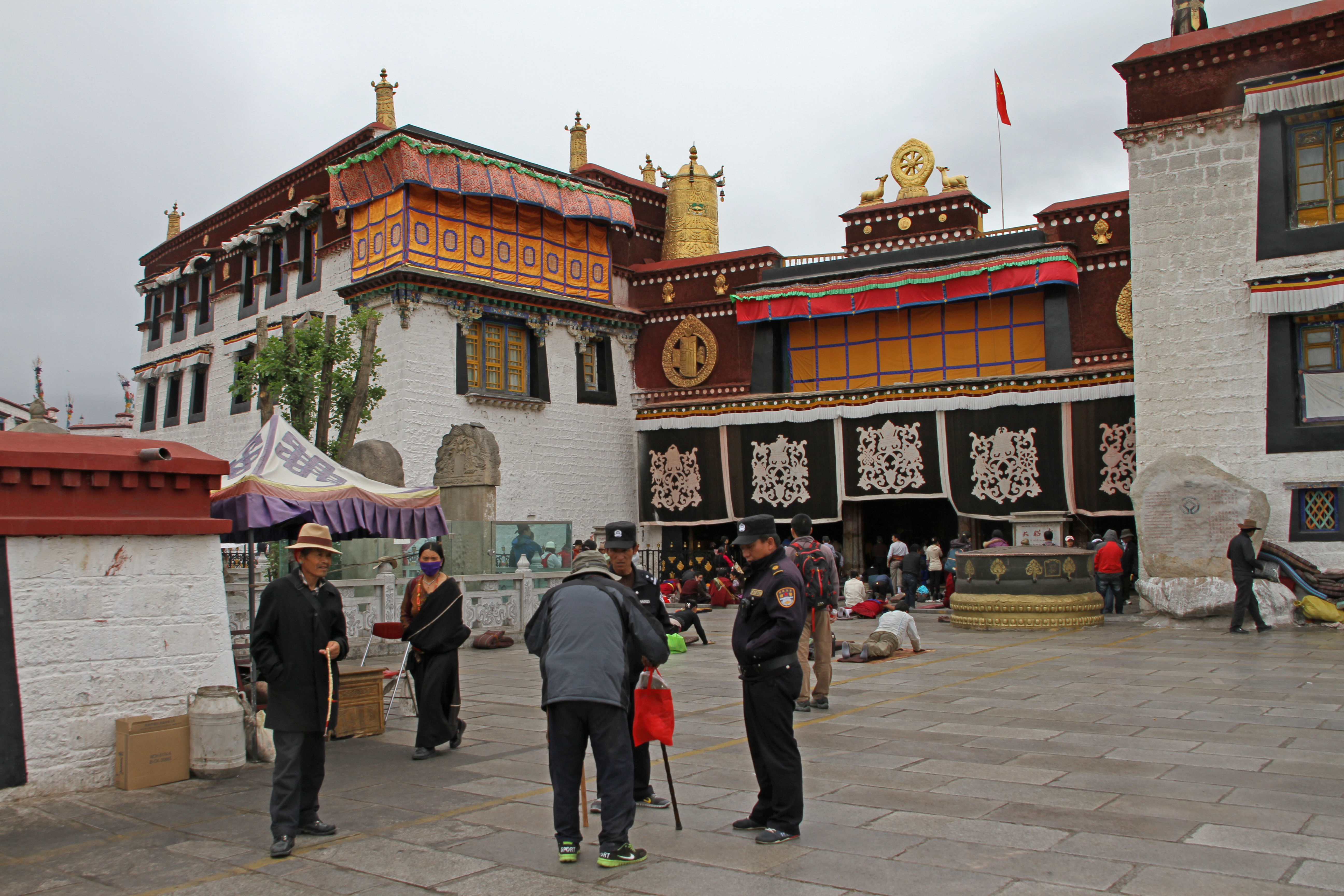
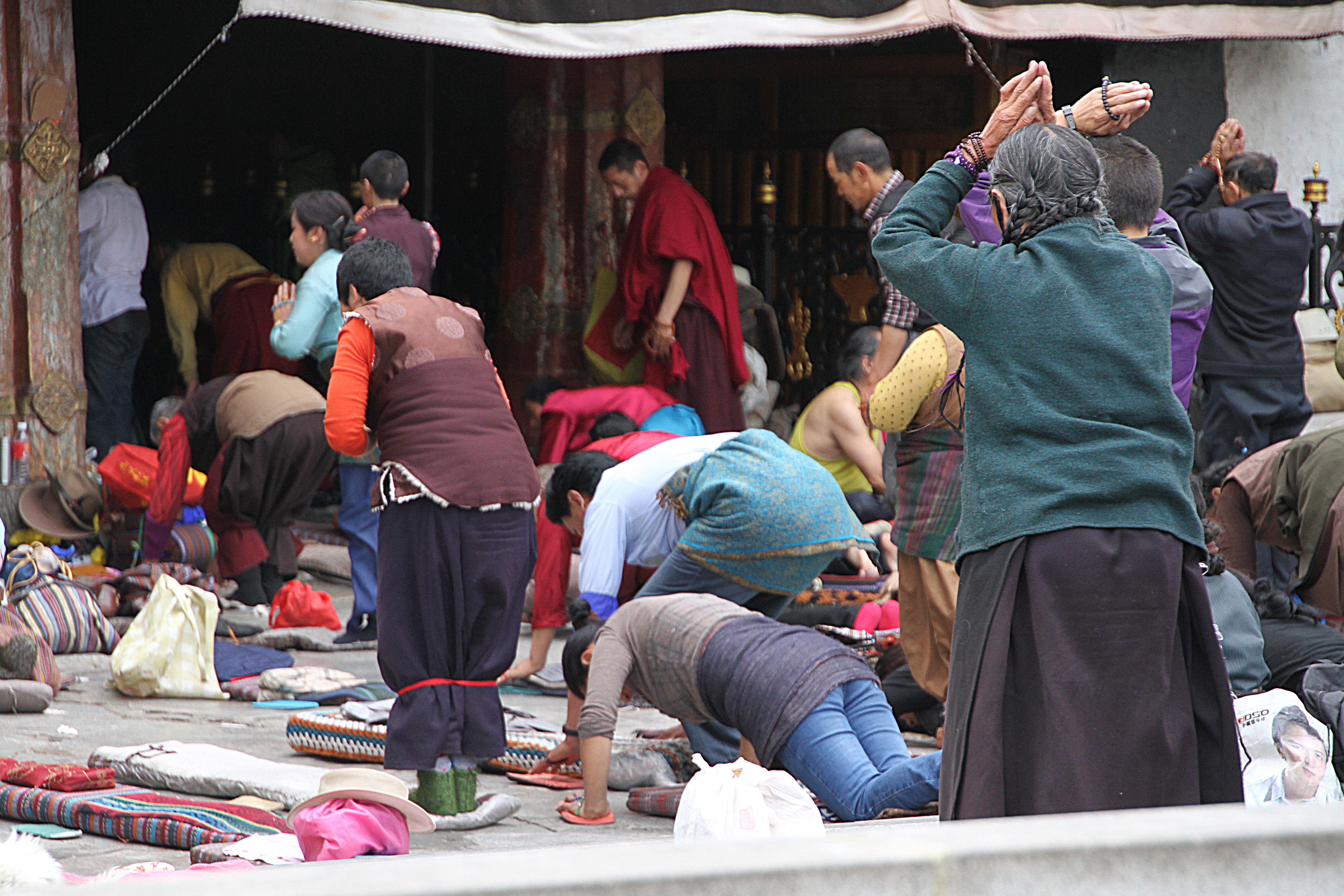
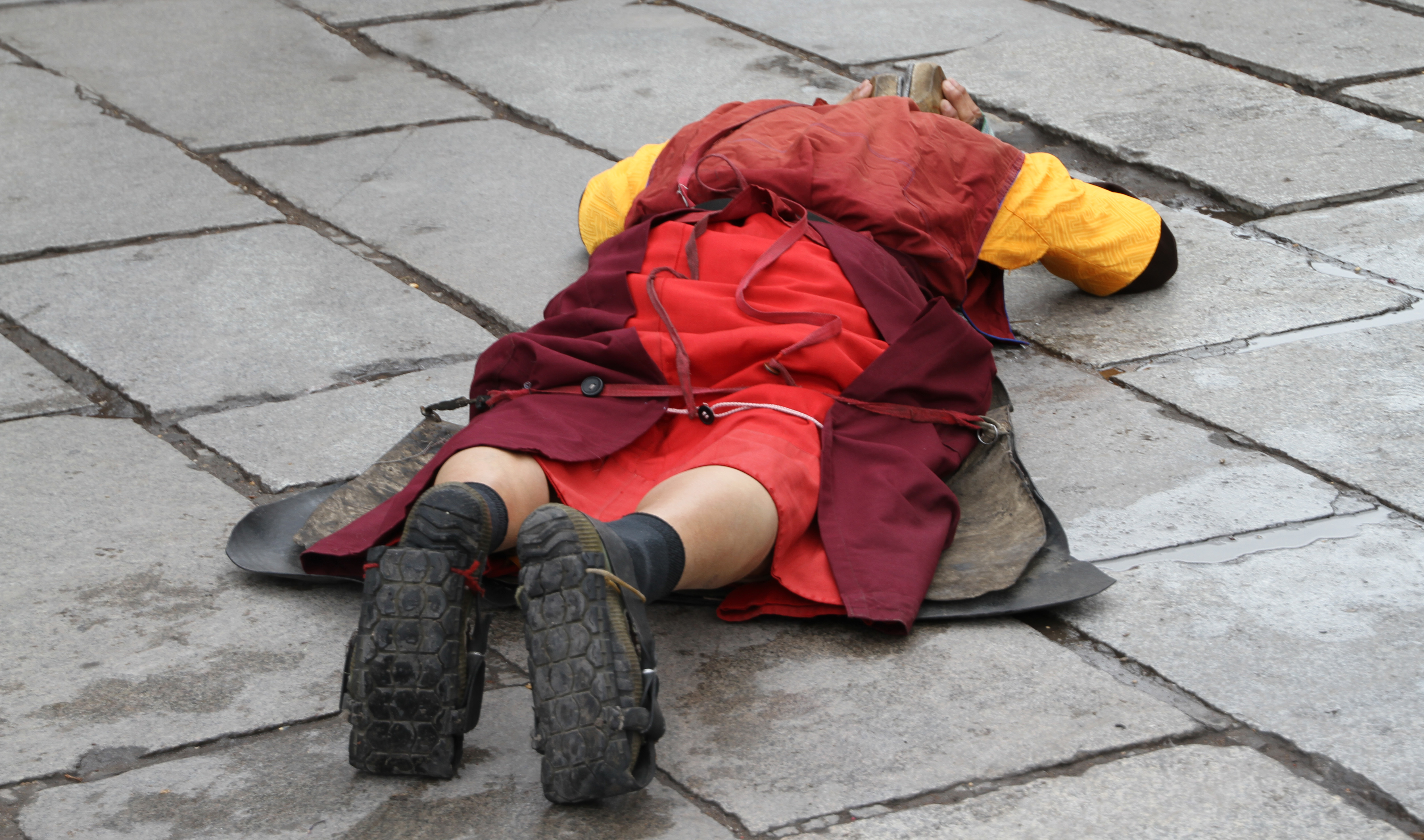
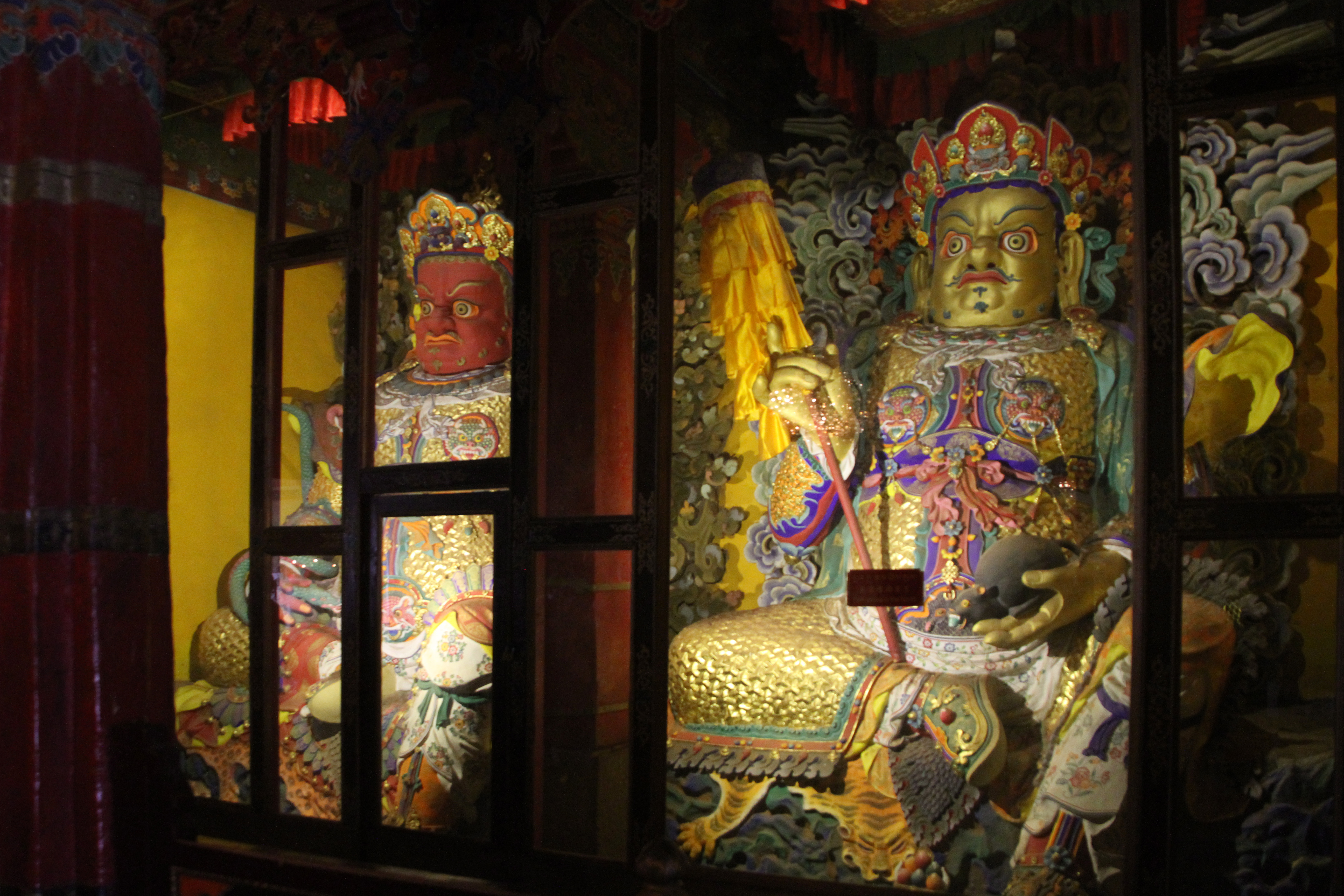
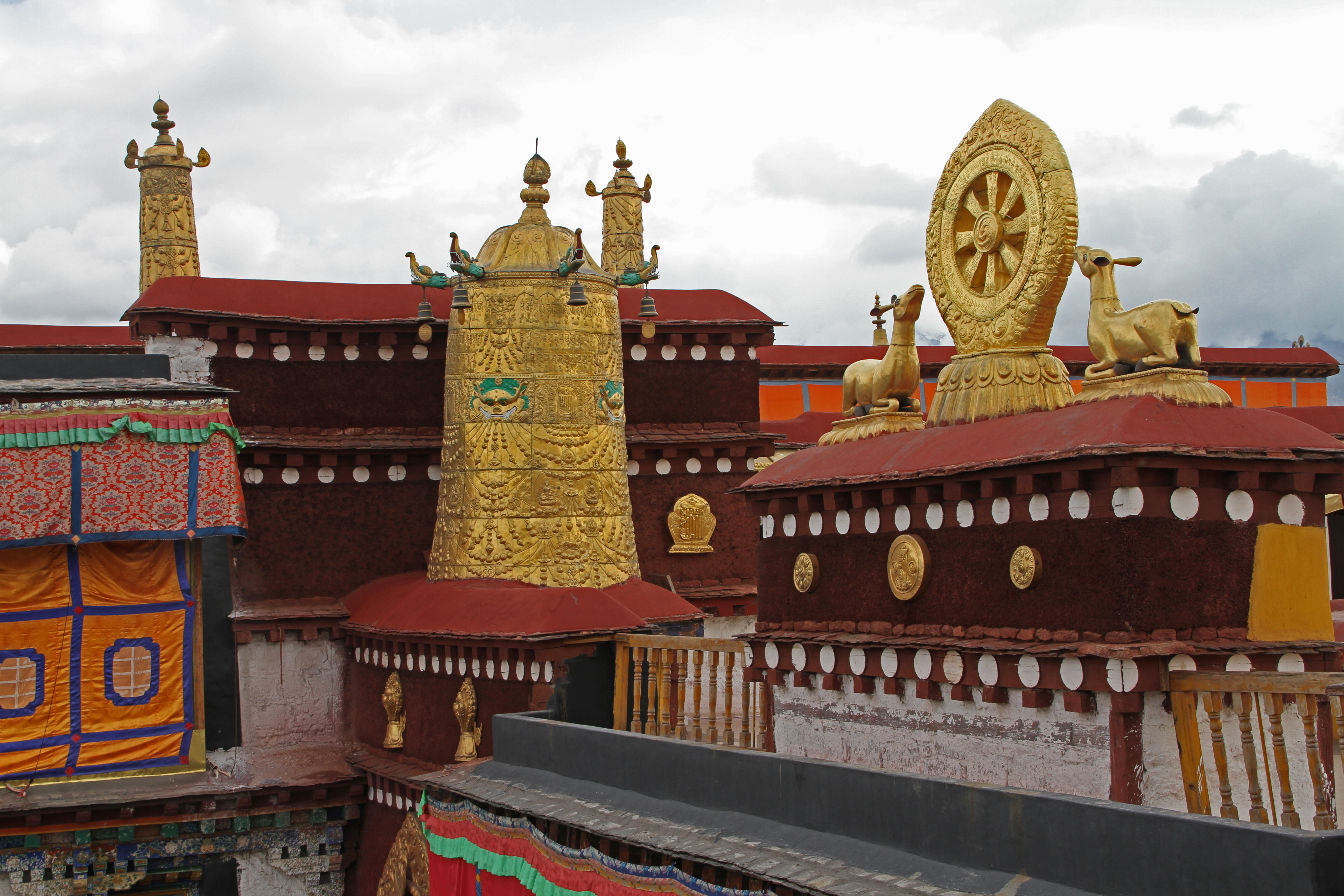
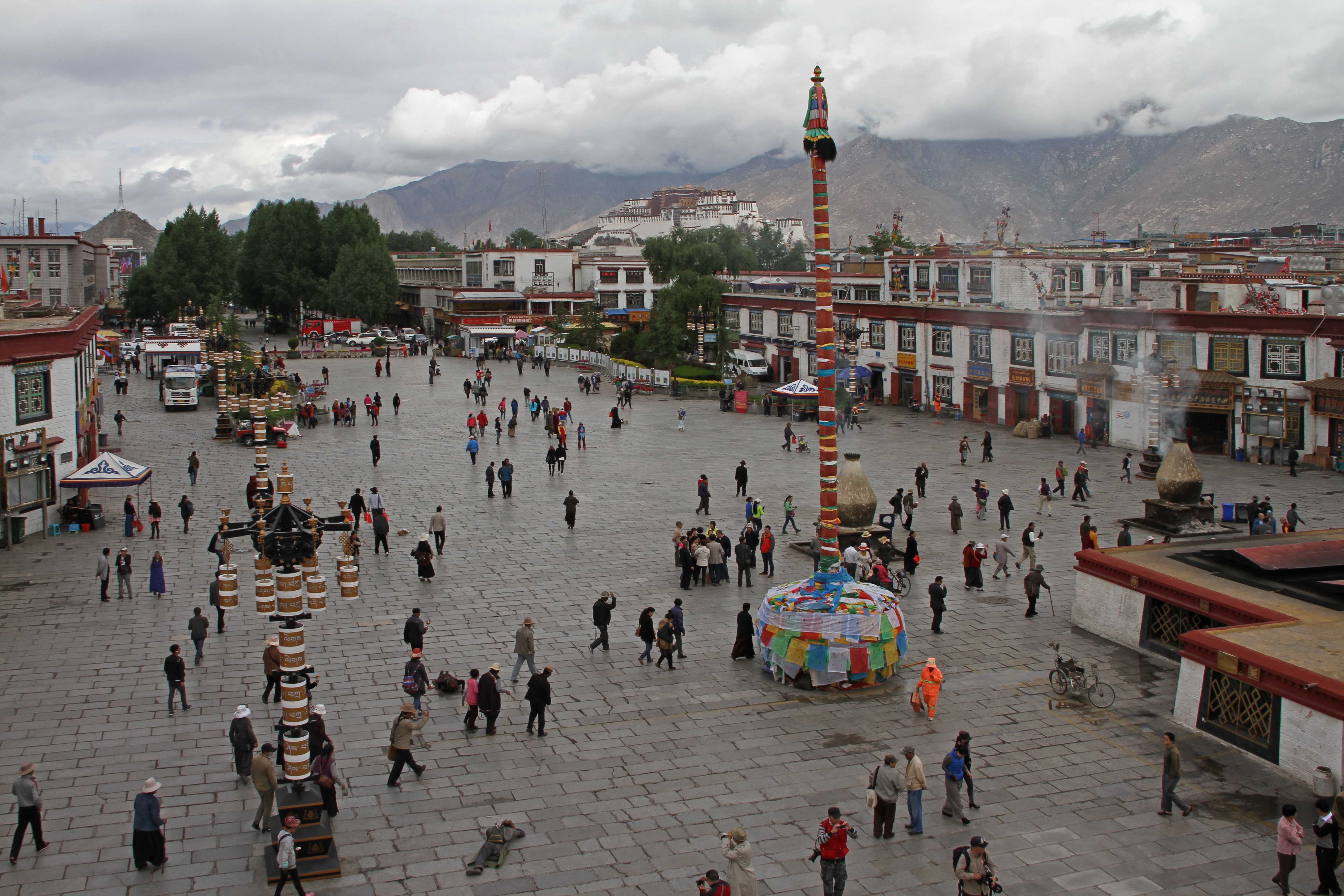